# Trichoniscoides leydigi
Trichoniscoides leydigi är en kräftdjursart som först beskrevs av Weber 1880.  Trichoniscoides leydigi ingår i släktet Trichoniscoides och familjen Trichoniscidae. Inga underarter finns listade i Catalogue of Life.